# Iyo, Ehime
Iyo (伊予市 Iyo-shi) là một thành phố thuộc tỉnh Ehime, Nhật Bản.